# OpenGL
OpenGL (Open Graphics Library) е мощен приложно-програмен интерфейс (API) за реализиране на лесно преносими графични приложения. Създаден през 1992 г., OpenGL бързо става един от най-популярните програмни интерфейси за реализиране на 2D и 3D графика. За това допринасят широката му достъпност, съвместимостта му с различни операционни системи и с различни компютърни платформи. Тази библиотека е подходяща за приложения изискващи високо качество на изображението, комбинирано с добра производителност, за да бъде възможно генерирането му в реално време.

## Основни характеристики
- Индустриален стандарт: Развитието на OpenGL се управлява от независим консорциум (OpenGL Architecture Review Board), който има широка поддръжка в индустрията и гарантира, че OpenGL ще остане наистина отворен, неутрален и многоплатформан стандарт.

- Преносимост: OpenGL приложенията генерират изображение, изглеждащо по един и същи начин независимо от операционната система на която са стартирани.

- Скалируемост: Приложенията, създадени с OpenGL, могат да се изпълняват на компютърни платформи с разнообразни функции и възможности. В резултат на това разработчиците на софтуер могат да бъдат сигурни, че техният продукт ще бъде широко достъпен.

- Стабилност: Имплементациите на OpenGL за различните софтуерни платформи са налични вече от много години. Разширенията на стандарта са добре контролирани и винаги, когато се правят обновления, това се съобщава предварително. Така разработчиците имат време да адаптират софтуера си. За разлика от други стандарти, при OpenGL е налична пълна обратна съвместимост със старите версии.

- Постоянно развиване и обновление: Благодарение на гъвкавата си архитектура и механизмът за разширения, OpenGL позволява хардуерните иновации да бъдат отразени бързо и лесно в библиотеката.

- Простота на употребата: OpenGL е добре структуриран, има интуитивен дизайн и логични команди. Това обикновено води до по-малък размер на кода на програмите, които използват този стандарт. Освен това библиотеката напълно капсулира информацията за графичния хардуер, така че приложението не трябва да се притеснява за специфичните му особености.

- Наличие на добра документация: Налични са много книги, посветени на OpenGL, а в Интернет са достъпни и множество безплатни примерни програми. В резултат на това човек лесно и без потребност от значителни финансови инвестиции може да си набави нужната информация.

## Алтернативи
Понастоящем като основен конкурент на графична библиотека OpenGL може да се посочи Direct3D. Тази библиотека е част от програмния интерфейс Microsoft DirectX. Direct3D е наличен само за операционната система Microsoft Windows (след Windows 95) и игровите конзоли Xbox и Xbox 360.
За сравнение, OpenGL е свободно достъпен на множество платформи, включително Windows, Linux и Mac OS X. Съществуват реализации и за множество игрови конзоли – PlayStation 3, Nintendo, GameCube, Wii и Nintendo DS.